# Breitenstein (Préalpes bavaroises)
Pour les articles homonymes, voir Breitenstein.
Le Breitenstein (littéralement « Pierre large ») est un sommet des Alpes, à 1 622 m d'altitude, dans les Préalpes bavaroises, et précisément dans le chaînon de Mangfall, en Allemagne (Bavière).

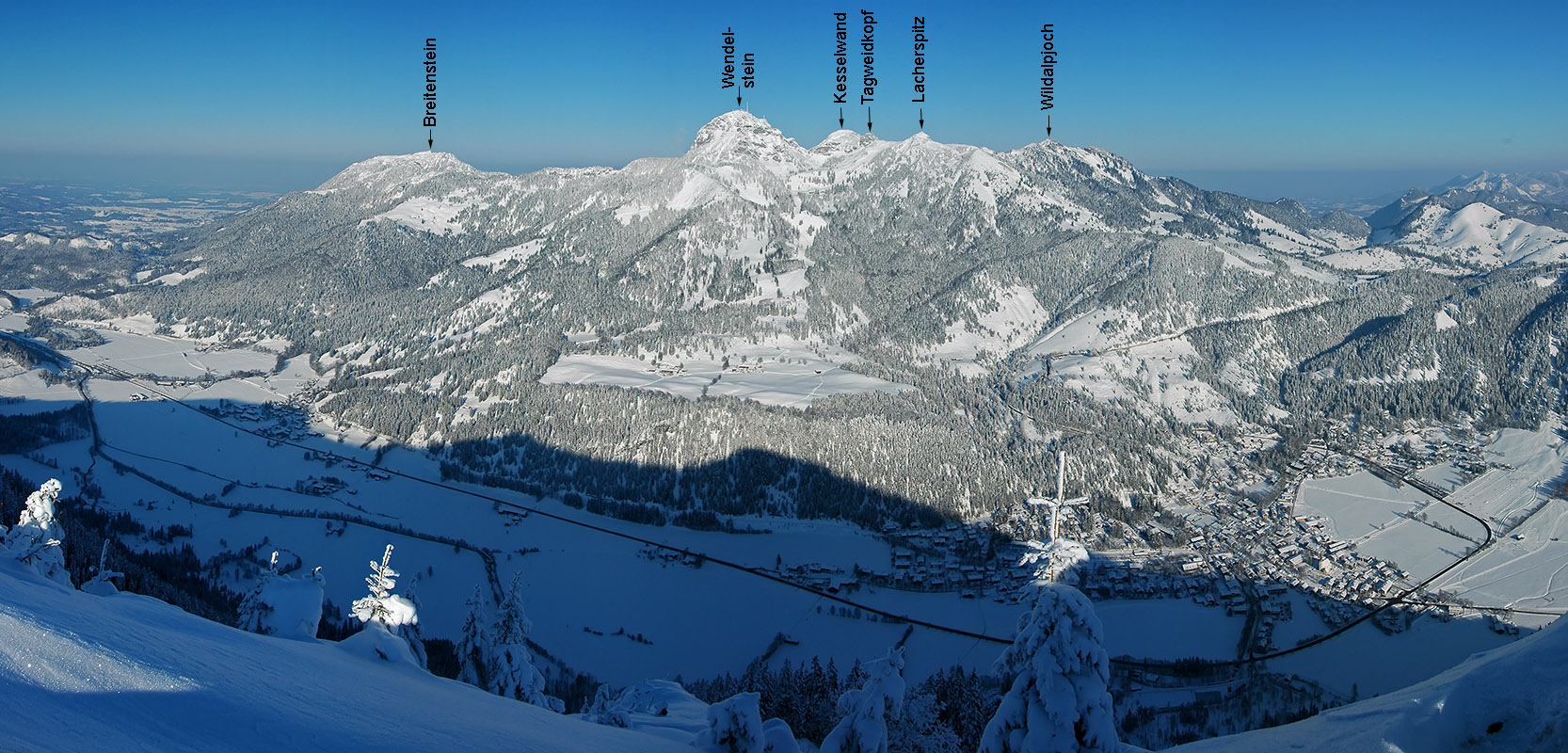
Partie septentrionale du groupe du Wendelstein avec Bayrischzell.